# Tambour-maître

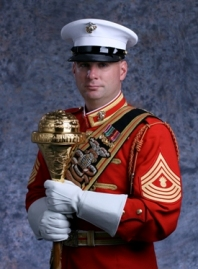
De tamboer-majoor (drum major) van het United States Marine Drum & Bugle Corps

Een tambour-maître of tamboer-majoor is de persoon die voor de fanfare of harmonie uitloopt, vaak nog voor de drumband. Met een mace, een grote stok met een bol aan het eind, geeft hij door middel van tekens aan wat er dient te gebeuren. Dit kan betrekking hebben op de muziek of op de marsorde (exercitie). Omdat hij voorop loopt, en met zijn mace de aandacht trekt, is de tambour-maître doorgaans het aangezicht van het muziekkorps. Sommige maîtres gebruiken de mace ook voor de show en gooien hem dan meters hoog de lucht in.
Op concoursen wordt soms een maître-prijs gegeven. 